# Serrai

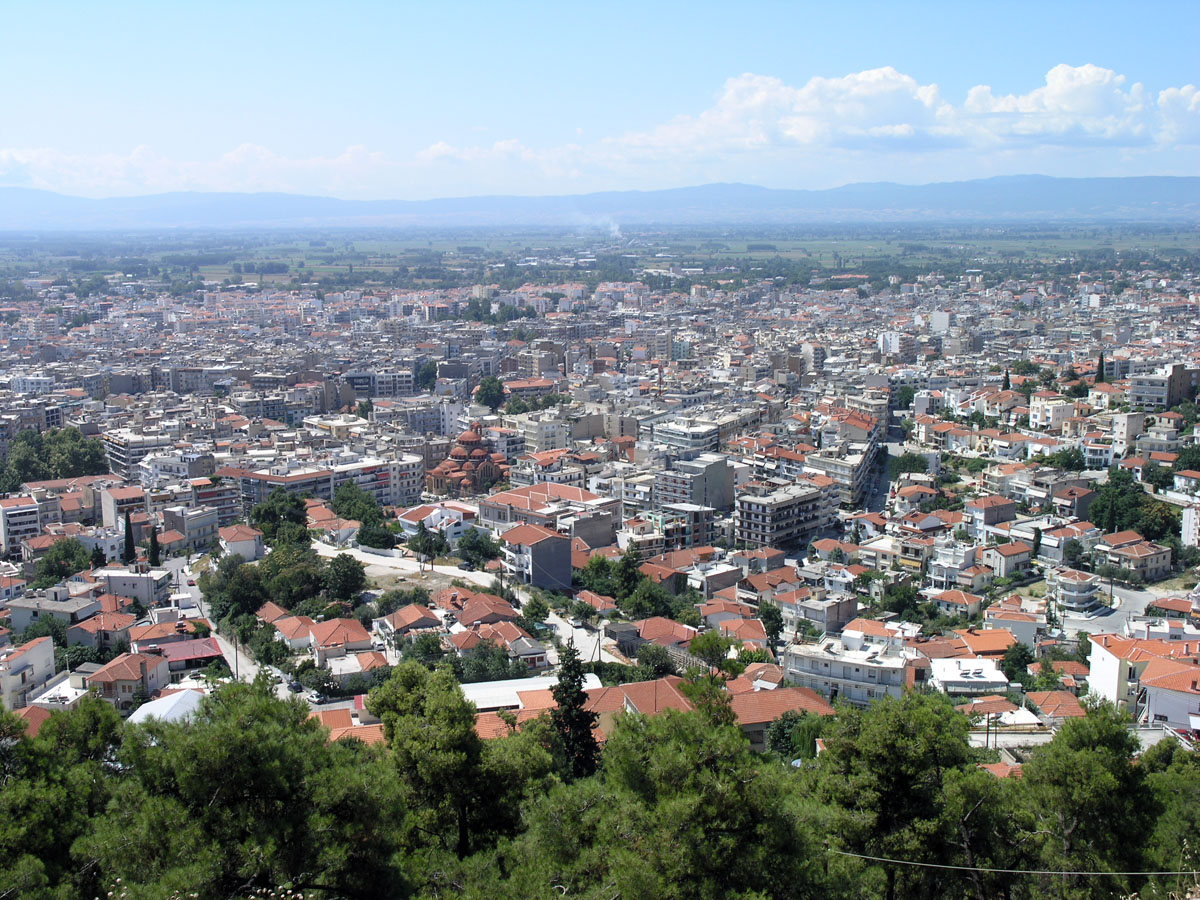
Utsikt över Serrai från dess akropolis.

Serrai (modern grekiska: Σέρρες, Serres; äldre Σέρραι; bul. och mak.: Сер, Ser) är en stad i norra Grekland, huvudort i prefekturen med samma namn i regionen Mellersta Makedonien. Staden har 58 287 invånare (år 2011). Den ligger på en bördig slätt på 70 meters höjd över havsnivån, omkring 24 kilometer nordöst om floden Strymon, och 69 kilometer nordöst om det grekiska Makedoniens huvudort Thessaloniki. Rhodopebergen höjer sig norr och öster om staden.